# Firmin De Vleminck
Firmin De Vleminck (* 13. April 1945 in Merchtem; † 17. August 2007 in Aalst) war ein belgischer Radrennfahrer und nationaler Meister im Radsport.

## Sportliche Laufbahn
1969 wurde De Vleminck nationaler Meister im Steherrennen der Amateure vor Frans van Geel. 1970 verteidigte er den Titel vor Daniel Wuldeputte und 1971 gewann er die Meisterschaft erneut. 1966 und 1968 wurde er Vize-Meister. Die Bronzemedaille im Meisterschaftsrennen holte er 1967 und 1969.
Mehrfach startete er bei den UCI-Bahn-Weltmeisterschaften im Steherrennen.